# اسید تکنو
اسید تکنو (به انگلیسی: Acid techno) (که در برخی مواقع تنها با نام «اسید» شناخته می‌شود) یکی از سبک‌های موسیقی تکنو است که از موسیقی اسید هاوس رایج در شیکاگو در اواخر دههٔ ۱۹۸۰ جدا شده و توسعه یافته‌است. صداهای گوشخراش تولیدشده با سینث‌سایزر که در این سبک استفاده می‌شوند، با استفاده از سازها و دستگاه‌هایی که غالباً توسط شرکت رولند تولید شده‌اند، مانند اس‌اچ-۱۰۱ و تی‌بی-۳۰۳ برای صدای بیس و لید، و تی‌آر-۷۰۷، تی‌ار-۸۰۸ و تی‌آر-۹۰۹ برای پرکاشن و سازهای ضربی، ساخته می‌شوند. واژهٔ اسید در واقع به صدای تولید شده توسط سینث‌سایزر ۳۰۳، یا هر سینث‌سایزر دیگری که برای شبیه‌سازی صدای منحصر به فرد آن طراحی شده‌است، اشاره دارد. در حالی که سازهای الکترونیک مدرن دارای حافظه برای ذخیره‌سازی بانک‌های صدا و افکت‌های مختلف هستند، این دستگاه‌ها باید به صورت دستی و با استفاده از ادوات روی دستگاه تنظیم می‌شدند. صدای اسیدی به کار رفته در سبک اسید تکنو، با تنظیم مؤلفه‌های مختلف بر روی پارامترهای افراطی و بیش از اندازه، یا با تکنیک دستکاری همزمان آن‌ها هنگام ضبط اثر، که به اصطلاح توییک کردن (به انگلیسی: Tweaking) نامیده می‌شود، به دست می‌آمدند.